# Adi ibn Musafir

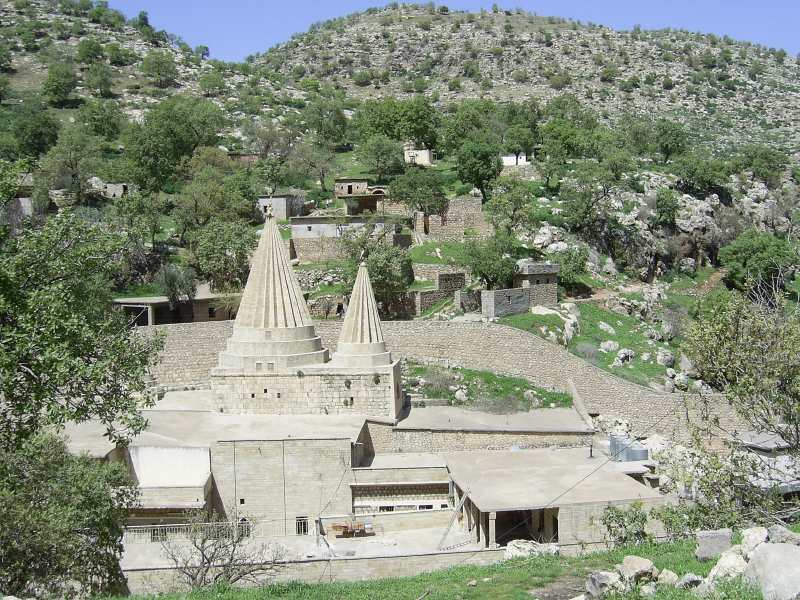
Tumba del jeque Adi ibn Musafir en Lalish.

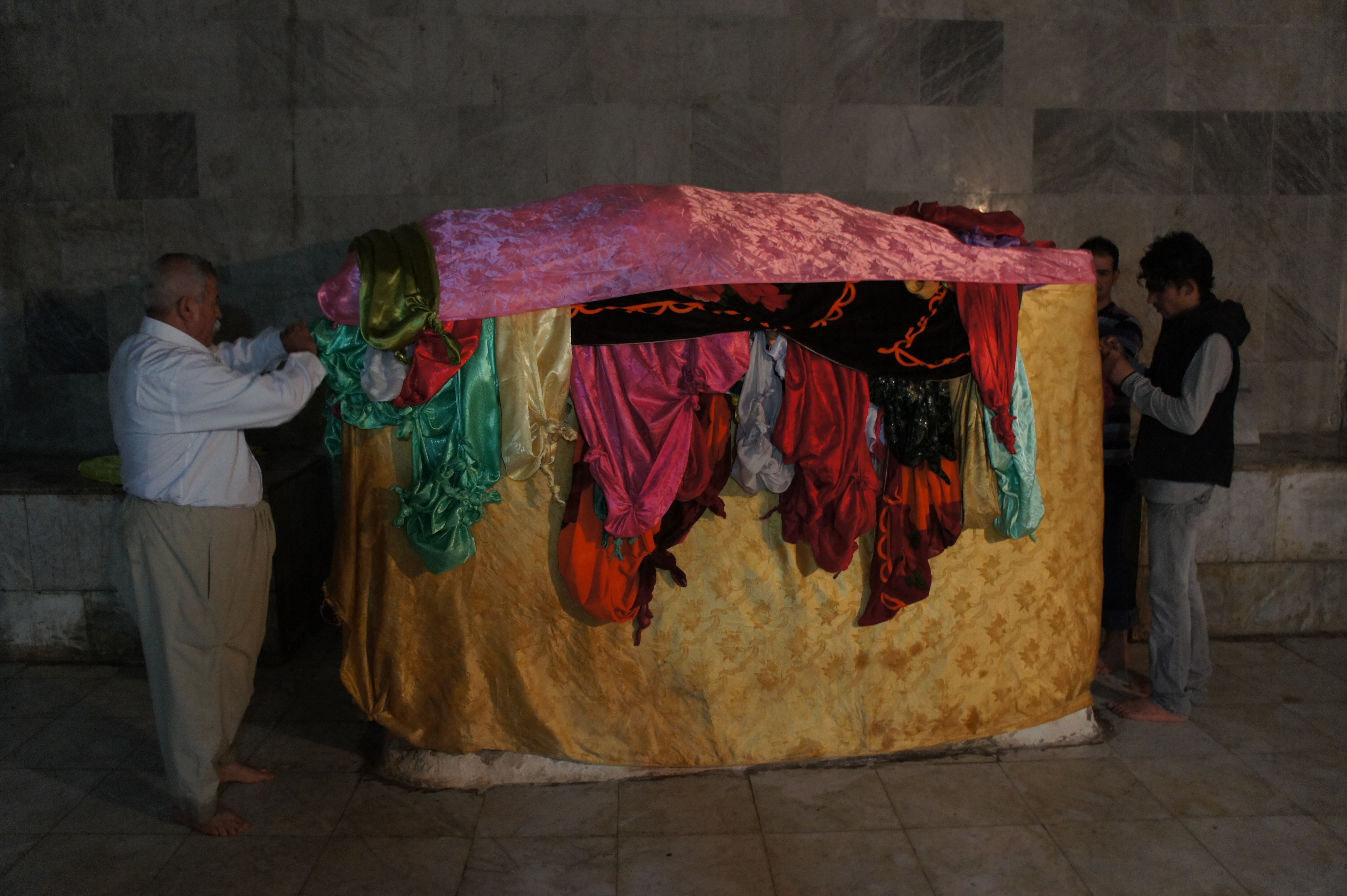
Sepulcro del jeque Adi.

El jeque ‘Adī ibn Musāfir al-Umawī (en árabe: عدي بن مسافر الاموي, en kurdo: Şêx Adî), también conocido como Jeque Adi (Sheikh Adi, en inglés) o Adi ibn Mustafá, es un descendiente del califa omeya Marwán I. Nació en Baalbek, en el valle de la Bekaa, actualmente en el Líbano, en la década de 1070 y murió en 1162. El yazidismo lo considera un avatar de Melek Taus, el Ángel del Pavo Real. 
El Jeque Adi pasó gran parte de su vida en Bagdad. Vivió como un sufí y se retiró en busca de tranquilidad a Kurdistán (una zona fuertemente influida por el zoroastrismo). A pesar de su deseo de soledad, impresionó a la población local con su ascetismo y milagros. Los yazidíes lo habían adoptado como su santo nacional. 
Adi fundó una orden religiosa llamada al-Adawiya. Residió en las montañas kurdas de Hakkari (al norte de Mosul). Murió a la edad de 90 años, en la ermita que había construido él mismo allí, en donde sus descendientes vivieron después de su fallecimiento.
Su sepulcro está indicado por tres cúpulas cónicas en la ciudad de Lalish, en Irak, lugar sagrado de la peregrinación yazidista. Al menos una vez en su vida, los yizadíes tienen que hacer una peregrinación de seis días a Lalish para visitar la tumba del Jeque Adí y otros lugares sagrados. Los yazidíes que viven en la región realizan una peregrinación anual a la Fiesta de la Asamblea, que se celebra del 23 Elul (último mes del calendario hebreo moderno) al 1 de Tishrei (primer mes del calendario hebreo) entre agosto y septiembre.